# Michael Harner

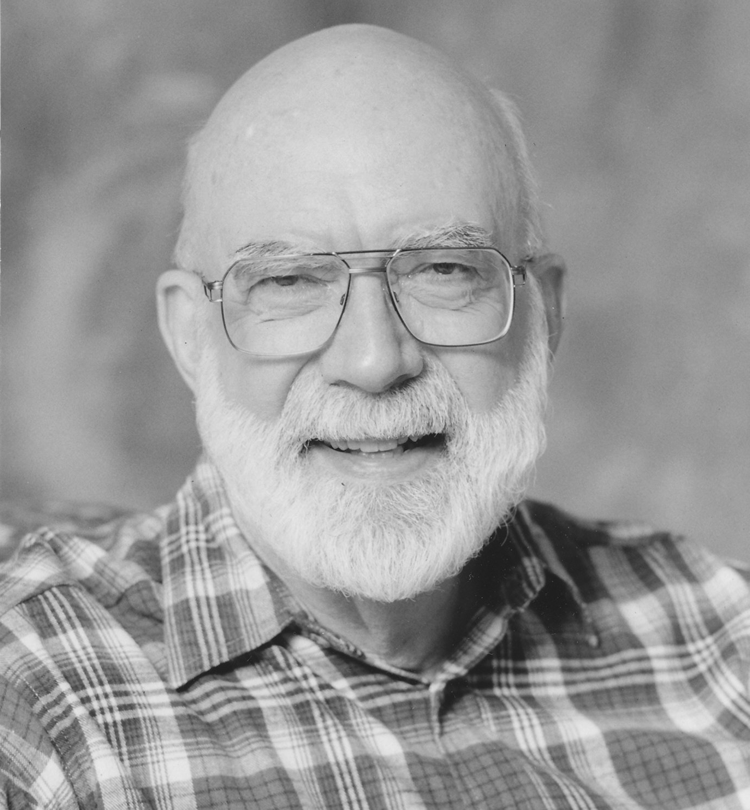
Michael Harner

Michael Harner (* 27. April 1929 in Washington, D.C.; † 3. Februar 2018) war ein US-amerikanischer Anthropologe. Er war Gründer der Foundation for Shamanic Studies mit Sitz in Mill Valley, Kalifornien.

## Leben
Seine Kindheit verbrachte Harner teilweise in Südamerika. Er studierte zunächst Archäologie und untersuchte die untergegangene Malpais-Kultur in der Gegend des Colorado Rivers. Während seiner anthropologischen Feldarbeit bei den Shuar (auch Jivaro) in Ecuador zwischen 1956 und 1957 wurde er in die lokalen schamanischen Praktiken initiiert. Von 1960 bis 1961 war er zur Feldarbeit bei den Conibo, einem indigenen Volk, am Río Ucayali in Peru.
Seine Dissertation zur Erlangung des Ph.D. in Anthropologie schrieb er 1963. Sie befasst sich mit den Veränderungen der Technologien im Alltag der Shuar. 1964 unternahm er eine weitere Forschungsreise nach Ecuador. Auf beiden Expeditionen dorthin sammelte er Schrumpfköpfe für die Sammlung des Hearst Museums der Berkeley Universität. Mit The Jivaro – People of the Sacred Waterfalls erschien 1972 das erste seiner populärwissenschaftlichen und esoterischen Bücher.
1979 gründete er die Foundation for Shamanic Studies (FSS), die sich vor allem der Bewahrung, der weiteren Erforschung und der Verbreitung seines Schamanismus-Konzeptes widmet.

## Lehre

### Anthropologie
Die Entwicklung der Menschheit, ökologische Zusammenhänge und die Knappheit von Ressourcen bilden einen Schwerpunkt in Harners Forschung.
 Die Studien Population Pressure and the Social Evolution of Agriculturalists und Scarcity, the Factors of Production and Social Evolution beschreiben den Einfluss von dünn und dicht siedelnden Populationen auf die jeweilige klassenlose Gesellschaft, anhand eines theoretischen Modells.
In The Ecological Basis for Aztec Sacrifice stellt Harner eine Theorie zur Erklärung der eigenartigen Veränderungen von Menschenopfern der Azteken, im Tal von Mexiko, auf. Er führt diese auf Engpässe in der Grundversorgung zurück.

### Harners Schamanismusforschung
Harners anthropologische Arbeiten bezüglich Schamanismus gelten als Vorreiter des esoterischen Neoschamanismus, welcher aber mit Harners Werk selbst nicht direkt in Verbindung gebracht werden kann.
Als erster beschrieb er in The Jivaro – People of the Sacred Waterfalls die von Carlos Castaneda so benannte spirituelle Welt der Nichtalltäglichen Wirklichkeit der Shuar detailliert, begründete ihre Leidenschaft für Kampf und Krieg und beschrieb die Praxis ihrer Kopfjägerei. Auf diese Einblicke führt Harner seine grundlegenden Erkenntnisse über die Prinzipien indigenen Schamanentums zurück.

In Peru lernte er psychotrope Pflanzen kennen, unter ihnen Ayahuasca, mit denen Schamanen in den von Harner später sogenannten schamanischen Bewusstseinszustand (englisch Shamanic State of Consciousness, kurz SSC – vergleiche Veränderter Bewusstseinszustand) gelangen können.
Seine bei den Conibo gemachten Erfahrungen fasste er 1968 in einem Artikel The Sound of Rushing Water zusammen. Der Aufsatz ist in dem Sammelband Hallucinogens and Shamanism enthalten, in welchem auch Harners Artikel The Role of Hallucinogenic Plants in European Witchcraft auf Erfahrungen mit Pflanzendrogen in unterschiedlichen Kulturen verweist.

#### Core Schamanismus
Das Ergebnis seiner kulturvergleichenden Studien bezeichnet Harner als Core Schamanismus (dt.: Kern- oder Basis-Schamanismus), dem er einen eigenen Ansatz zur praktischen Anwendung schamanischer Techniken für jedermann hinzufügt. Er postuliert, dass Core Schamanismus die „Schnittmenge“ aller schamanischer Praktiken weltweit, demnach auf universellen (oder nahezu universellen) Prinzipien basiere, wie sie in schamanischen Kulturen zu finden seien, und dass es daher einen „klassischen Weg“ gäbe, um diese Prinzipien auch in die moderne Kultur zu integrieren. Er beruft sich vorwiegend auf die Schriften von Castañeda und Eliade und belegt die universelle Anwendbarkeit durch die Wirkung der Trommelrhythmen, auf psychologistische Erklärungen wie „Theta-Wellen“ oder neurochemische Erkenntnisse zur Trance. Harner bezeichnet seine Arbeit auch als „praktisches Grundlagenwerk“.
Schamanismus sei kein festgefügtes System von Dogmen, sondern fuße auf den Erfahrungen der spirituellen schamanischen Reise. Diese wiederum sei nach Harner grundsätzlich jedem Menschen zugänglich.

#### Praktische Anwendung
Mit der Gründung der FSS und dem Beginn seiner Workshops wandelte sich Harner vom ethnologischen Forscher zum spirituellen Praktiker; auf der FSS-Webseite wird er als „authentischer weißer Schamane“ bezeichnet.
Voraussetzung für „schamanische Erfahrungen“ ist ein veränderter Bewusstseinszustand, wie er für die sogenannte rituelle Ekstase beschrieben wird. In diesem Zustand hat der Schamane den Eindruck, seine Seele würde den Körper verlassen und ins Jenseits fliegen, um dort mit verschiedenen Geistwesen in Kontakt zu treten. Harner bezeichnet dies als „Verfeinerung der Wahrnehmung für das ansonsten Unsichtbare in der Nichtalltäglichen Wirklichkeit“. Er behauptet, die Probanden kämen mit spirituellen Wesenheiten in Tiergestalt (Krafttiere) oder menschenähnlichen Wesenheiten (Lehrer) in Kontakt. Wie bei Schamanen in indigenen Kulturen auch liegt der Zweck dieser Kontakte in der Gewinnung von spiritueller Kraft, von Hilfe und von Heilung.
Während traditionelle Schamanen eine jahrelange Lehrzeit absolvieren, auf altüberliefertes Wissen zurückgreifen – wann, wie und wo eine Séance stattfinden kann – und sich bisweilen schweren körperlichen Kasteiungen unterziehen oder entheogene Halluzinogene zu sich nehmen, wirbt Harners Schule damit, dass dieser Zustand auch ohne Drogen oder Entbehrungen sicher, schnell und leicht erlernbar sei. Harner und Mitarbeiter der FSS verwenden dazu hauptsächlich Trommeln und Rasseln (die typische Schlagfrequenz der Trommel liegt bei etwa 220 min-1).

### Kritik
„Wenn man schamanische Praxis beibehalten will, so muss man sich regelmäßig in sein Tier verwandeln [Anm.: siehe Alter Ego], um das Tier zufriedenzustellen, damit es auch bleibt.“

Die Kritik richtet sich sowohl gegen Harners Person, gegen seine Lehre und gegen ihre offensive Verbreitung.
- Harner wird vorgeworfen, dass Wissenschaftler, die selbst als Initiierte oder Ausübende in einen Kult eingetreten sind oder Trancetechniken ausüben, nicht mehr ernst genommen werden, da sie den Abstand zu ihrem Forschungsgegenstand verloren hätten.[13][8] Überdies behauptet Harner, er sei bei Schamanen diverser Ethnien wie der Conibo, Shuar, Coast Salish, Pomo, Northern Paiute, Inland-Inuit, Sami und bei den Tuwinern als „Kollege“ anerkannt.[12]
- Core Schamanismus, wird häufig als „spiritueller Diebstahl“ an indigenem Kulturgut und als Triebfeder für die Entstehung von Plastikschamanen kritisiert (Noel/Wallis). Paul Johnson kritisiert insbesondere, dass Harner Rituale nicht im indigenen Kontext verglichen hat, sondern erst, nachdem er sie aus dem Zusammenhang gerissen und mit einem eurozentrisch geprägten „indigenisierenden“ Blick bewertet habe. Die von ihm gefundenen großen Übereinstimmungen seien demnach in der von Harner dargestellten Form gar nicht vorhanden.[14]

Alle Schamanismus-Konzepte, die einen universalen „überkulturlichen“ Anspruch erheben – insbesondere in Bezug auf spirituelle Phänomene, gelten heute in der Ethnologie als überholt. Harners Konzept reduziert den Schamanismus (im Sinne Eliades) auf eine „archaische Ekstasetechnik“ und erhebt ihn dann zur universalen Urreligion. Darauf aufbauend behauptet er, dass ein ursprünglicher Schamanismus Europas existiert habe, der „durch die unterdrückerische Vorherrschaft der Religionen“ verloren gegangen sei, dass aber der Core-Schamanismus insbesondere „westlichen Personen einen Zugang zu ihrem rechtmäßigen spirituellen Erbe“ ermöglichen könne.
Manche Kritiker stellen in Frage, ob Harners Konzept überhaupt als Schamanismus bezeichnet werden dürfe.
- Die Verbreitung der „praktischen Anwendung“ in Kursen und Workshops wird vor allem kritisiert, weil ihre Motive nicht in der Vermittlung traditionellen Wissens liegen, sondern in der Vermarktung und Konsumierbarkeit eines „Schamanismus-light“ bei einem breiten Publikum.[18] Aussagen wie „erstaunliche Sicherheit“, „schnelle Wirkung“, „leichte Erlernbarkeit“ u. v. m. haben den Charakter von Werbe-Slogans.[10] Andere häufig geäußerte Kritik weist darauf hin: „[...] Neoschamanen wie Michael Harner sind Beispiele der nächsten Welle der Popularisierung indigener Spiritualität von 1960 bis 1980. Diese esoterischen Unternehmer haben eine Workshop-Industrie etabliert, die vorwiegend von Weißen aus der Mittel- und Oberschicht frequentiert wird, die eine indianische Erfahrung suchen.“[19]

Auch die massive Kritik am Neoschamanismus bezüglich der Verfälschung der indigenen Traditionen steht eng mit Harner und seiner Foundation for Shamanic Studies in Verbindung: Sie würden erheblich dazu beitragen, traditionelle Schamanen rückwirkend zu beeinflussen und damit authentisches Gedankengut – das in einem Jahrtausende währenden Prozess des mythischen Denkens entstanden ist – zu fragmentieren und durch synthetische Konstrukte zu ersetzen – die sich vor allem an den Vorstellungen und Wünschen westlicher Menschen orientieren würden (siehe auch: Synkretismus und Eklektizismus).

## Veröffentlichungen

### Artikel
- Thermo-Facts vs. Artifacts: An Experimental Study of the Malpais Industry In: Papers on California Archaeology: 37-43 1956 S. 39–43.
- Population Pressure and the Social Evolution of Agriculturalists In: Southwestern Journal of Anthropology University of New Mexico 1970 Vol. 26, Nr. 1 S. 67–86.
- The Ecological Basis for Aztec Sacrifice. In: American Ethnologist. Nr. 4, 1977, S. 117–135.
- Core Shamanism defended. In: Shaman's Drum. Spring issue, 1988, S. 65–67.
- Shamanic counseling. In: G. Doore (Hrsg.): The Shaman's Path. Healing, Personal Growth and Empowerment. Shambhala, Boston MA 1988, S. 179–187.

### Monographien
- The Jivaro – People of the Sacred Waterfalls. University of California Press, Berkeley CA 1972, ISBN 0-520-05065-7.
- Cannibal. Morrow, New York NY 1979, ISBN 0-688-03499-3.
- The Way of the Shaman. Harper & Row, San Francisco CA 1980, ISBN 0-06-063710-2. Deutsch: Der Weg des Schamanen. Ariston, Genf 1981, ISBN 3-7205-1819-1.
- Journeys Outside of Time. The Way to Knowledge and Wisdom. Unwin Paperbacks, London 1990, ISBN 0-04-440587-1.
- Cave and Cosmos: Shamanic Encounters with Another Reality. North Atlantic Books, Berkeley, 2013, ISBN 978-1-58394-546-9.

### Herausgeberschaften
- Hallucinogens and Shamanism. Oxford University Press, London 1972, ISBN 0-19-501649-1.